# Desaparecidos en el Perú durante la época de terrorismo
Los desaparecidos en el Perú durante la época del terrorismo se refiere —de acuerdo con la ley peruana— a todas aquellas personas sobre las cuales, a causa de los hechos ocurridos durante la época del terrorismo en el Perú (1980-2000) se carece de certeza legal acerca de su ubicación o cuyo paradero es desconocido por sus familiares. Inicialmente no se contaba con una cifra exacta sobre las personas desaparecidas en este periodo, pero se calculaba que serían alrededor de dieciséis mil. En abril del 2018, la Dirección General de Búsqueda de Personas Desaparecidas presentó un estudio que arrojaba como cifra oficial la cantidad de 20,329 personas desaparecidas.
Los eventos de desaparición ocurrieron casi desde el inicio del periodo (año 1980), afectando principalmente al departamento de Ayacucho. Mientras que las demandas por conocer la verdad sobre los casos de desaparición en el Perú surgieron desde inicios de la década de los ochenta, recién a mediados de la década del 2000 empezaron a abrirse oportunidades significativas para atenderlas y desbloquear las investigaciones sobre el tema.

## Definición

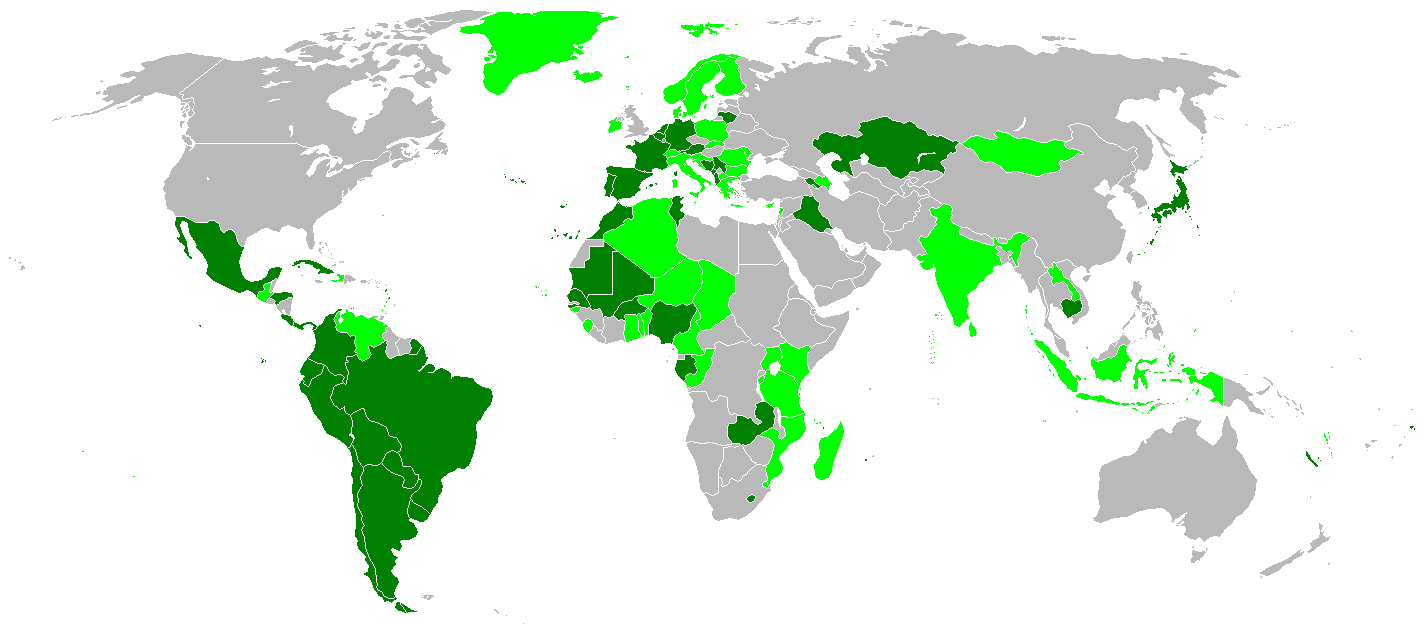
Mapa del número de personas desaparecidas en los últimos tiempos. El Perú aparece como uno de los lugares donde más personas
Países con más personas desaparecidas en los últimos tiempos (El Perú es incluido)
Países con menos personas desaparecidas en los últimos tiempos.

El instrumento internacional más recurrentemente citado para hablar de desaparecidos es la Convención Interamericana sobre Desaparición Forzada de Personas (1994), que define la desaparición forzada como «la privación de la libertad a una o más personas, cualquiera que fuere su forma, cometida por agentes del Estado o por personas o grupos de personas que actúen con la autorización, el apoyo o la aquiescencia del Estado, seguida de la falta de información o de la negativa a reconocer dicha privación de libertad o de informar sobre el paradero de la persona, con lo cual se impide el ejercicio de los recursos legales y de las garantías procesales pertinentes». Este concepto pone énfasis en la comisión misma del acto de desaparición y el tipo de agente que lo realiza, poniendo el acento en la responsabilidad estatal -directa o indirecta- en la ocurrencia de la desaparición, entendida además como delito.
La definición presente en la Ley de Búsqueda de Personas Desaparecidas Durante el Período de Violencia (1980-2000) tiene un enfoque distinto: en lugar de centrarse en el acto de desaparición y el agente responsable, pone el énfasis en la condición de desaparición y en lo que ello significa para la familia y los seres queridos de la persona desaparecida. Así, el texto legal entiende como «persona desaparecida» a aquella «cuyo paradero es desconocido por sus familiares o sobre la que no se tiene certeza legal de su ubicación, a consecuencia del período de violencia 1980-2000». Para esta definición es secundaria la identificación del responsable de la desaparición, pues apunta sobre todo a la búsqueda del cuerpo antes que al señalamiento de un delito.
Por lo demás, lo que estas y otras definiciones tienen en común es que reconocen el carácter pluriofensivo de la desaparición, dañándose sobre todo los derechos a la libertad física, la vida  y la integridad personal. Asimismo, la desaparición, aun cuando puedo haber ocurrido en décadas pasadas, se prolonga en el presente, pues el desconocimiento sobre lo sucedido con la persona desaparecida impide a sus familiares culminar el proceso de duelo y, en gran cantidad de casos, les genera una serie de secuelas duraderas en los niveles físico y psicológico.

## Principales características

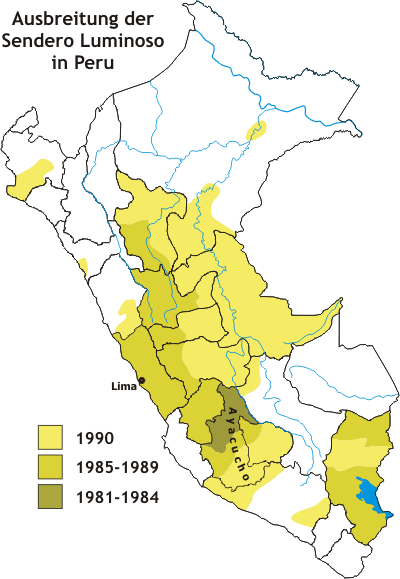
Área de operaciones en el Perú, donde las organizaciones subversivas estuvieron activas de 1980 a 2000.

De acuerdo con un informe de la Comisión de Derechos Humanos (COMISEDH), organización no gubernamental, las principales características de la desaparición de personas durante el periodo de violencia que vivió el Perú entre 1980 y el 2000 son las siguientes:
a) Ocurrieron bajo gobiernos democráticos;
b) Estos gobiernos abdicaron de su autoridad democrática: las instituciones del poder civil del Estado, tanto políticas como judiciales, no ejercieron un control del estricto cumplimiento de las leyes y compromisos internacionales relacionados al uso de la fuerza pública para reprimir a la subversión armada;
c) Tuvieron un carácter masivo desde el inicio;
d) Ocurrieron en un periodo largo de tiempo y manteniendo siempre gran intensidad;
e) Se realizaron con sistematicidad;
f) Se realizaron con impunidad;
g) Afectaron principalmente al departamento de Ayacucho;
h) La inmensa mayoría de afectados fueron campesinos, varones, mayores de edad, habitantes de zonas urbanas;
i) De acuerdo con las denuncias, los principales responsables fueron miembros de las Fuerzas Armadas
j) Se produjeron en una situación de alteración de la situación política y jurídica de las zonas de emergencia;
k) Autoridades policiales y militares negaron las detenciones y rechazaron las investigaciones;
l) La distancia cultural y el desprecio acentuaron la crueldad de los hechos de violencia;
m) Los poderes políticos han construido narrativas para bloquear las investigaciones y menospreciar el dolor de los familiares.
Según las estadísticas del Grupo de Trabajo sobre Desapariciones Forzadas de las Naciones Unidas, Perú estuvo por más de una década entre los países con mayor número de desapariciones forzadas en el mundo y en dos ocasiones fue el primero (1986 y 1992). El Grupo recibió entre 1983 y 1996 un total de 3004 denuncias, de las cuales 2368 estaba pendientes de aclaración en el año 2000. Asimismo, el Perú estaba en el quinto lugar en el mundo respecto del número de desapariciones forzadas en el periodo 1980-1995. De acuerdo con esta organización, Perú fue el único país del mundo que presentó denuncias por desaparición forzada de forma ininterrumpida entre 1983 y 1996, y el único en presentar más de cien casos por año entre 1983 y 1992.

## Antecedentes
Las desapariciones en el Perú adquieren un carácter dramático, sistemático y frecuente a partir de los años ochenta. Sin embargo, se sabe de algunas casos que tuvieron lugar en la segunda fase del gobierno militar, que dejó el poder los primeros meses de 1980. Así, el 7 de agosto de 1977 el obrero Jesús Alberto Páez fue víctima de desaparición; según testigos, el secuestro fue cometido por agentes de la Marina de Guerra. En 1980, cuatro ciudadanos argentinos presuntamente pertenecientes al movimiento Montoneros fueron desaparecidos en la ciudad de Lima; se cree que el secuestro fue perpetrado por miembros del Ejército Argentino actuando en complicidad con altos oficiales del Ejército Peruano, en el marco del denominado Plan Cóndor.
A mediados de 1992, miles de peruanos buscaban en las embajadas de numerosos países un pasaporte salvador para huir; muchos se fueron por falta de trabajo y por miedo, y hasta se especuló con una victoria de Sendero Luminoso que habría significado una desaparición del Perú como Nación. A partir de una fuente norteamericana, la revista Caretas publicó un mapa con grandes flechas marcando el rumbo de una invasión de los países vecinos (Chile, Bolivia, Brasil, Colombia y Ecuador). Con un triunfalismo notable, Sendero Luminoso anunció que su guerra había llegado a una etapa de "equilibrio estratégico", que – en consecuencia – tenía serias posibilidades de ganar, y que tomaría el poder en dos o cuatro años más. La sorpresiva detención de Abimael Guzmán en septiembre de 1992 produjo un giro radical e inesperado en el proceso de violencia política del país, pues el triunfalismo pasó al otro bando. En la campaña electoral de 1995 para su reelección el presidente Fujimori anunció que a fines de ese año tanto Sendero Luminoso cuanto el Movimiento Revolucionario Túpac Amaru estarían "liquidados".

## Actores involucrados y número de víctimas
En la última parte del siglo XX, el Perú vivió un periodo de violencia armada organizada que tuvo como actores principales a las organizaciones terroristas Sendero Luminoso y Movimiento Revolucionario Túpac Amaru, a las Fuerzas Armadas y Policiales y a unidades campesinas y amazónicas de autodefensa. La Comisión de la Verdad y Reconciliación (CVR) peruana, que empezó a trabajar en junio del 2001 y entregó su Informe Final en agosto del 2003, caracterizó a esta etapa como conflicto armado interno  estimó que tuvo lugar entre los años 1980 y 2000. Asimismo, calculó cifras de casi 70 mil víctimas mortales (muertos y desaparecidos), 40 mil niños huérfanos, más de 20 mil mujeres viudas y aproximadamente medio millón de desplazados internos como resultados de dicho proceso.
En el anexo 5 del Informe Final de la CVR se señala que en una iniciativa conjunta con la Coordinadora Nacional de Derechos Humanos, la Defensoría del Pueblo y el Comité Internacional de la Cruz Roja, se elaboró lista preliminar de 7613 personas desaparecidas, de las cuales 2144 lograron ser documentados. De esta última cifra, el 43,65 % se atribuye a hechos presuntamente efectuados por el Estado o grupos particulares que cooperaron con él, el 33,97 % a los grupos subversivos, y del 22,38 % no se determinó agente responsable.

### Desaparición forzada por agentes del Estado

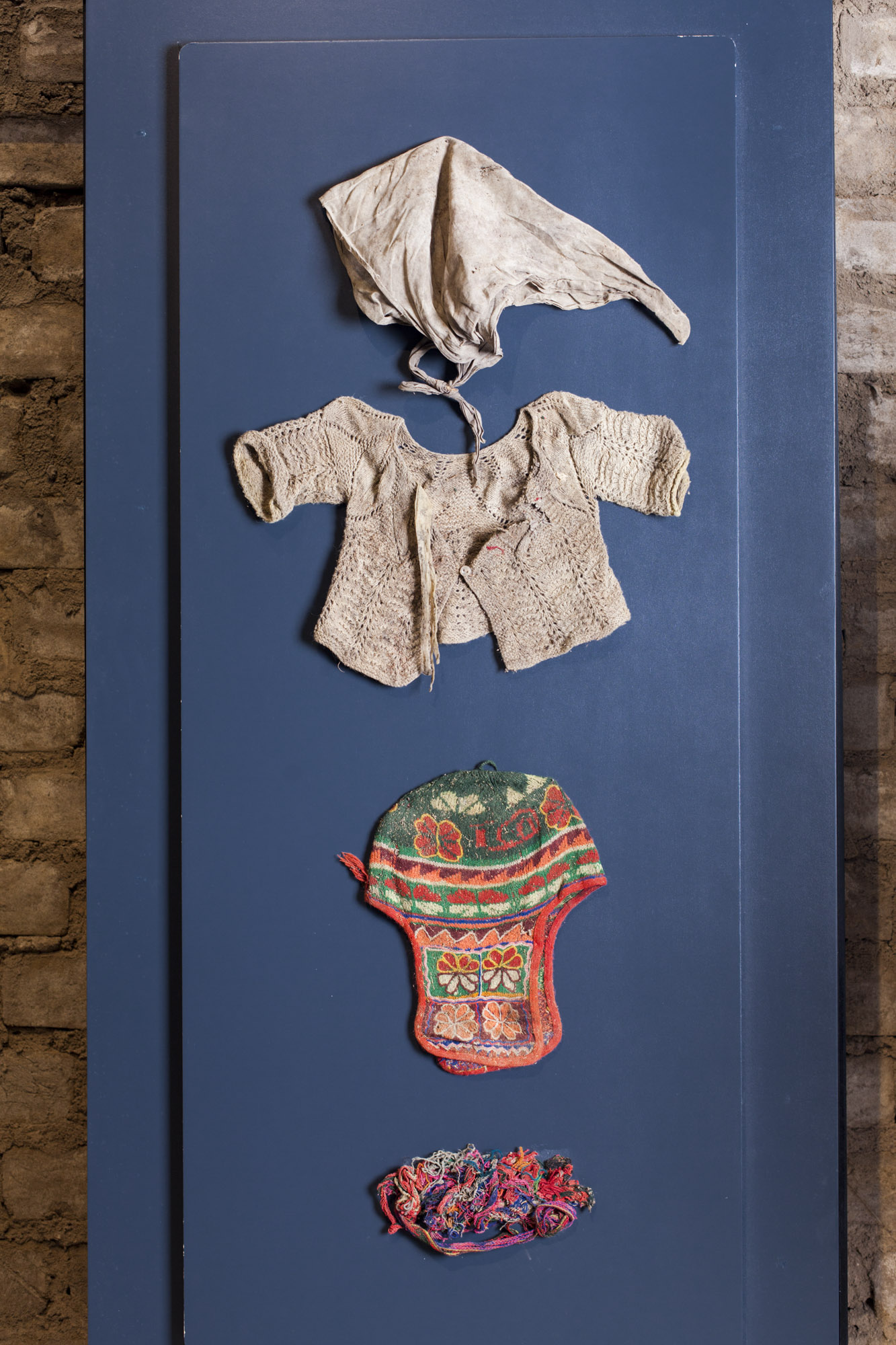
Prendas exhumadas de niños enterrados en la fosa clandestina de Putis. En esta comunidad agentes del Estado asesinaron a más de 120 habitantes y posteriormente los enterraron en fosas comunes.
Donación de Sergio Condoray, Presidente de la Asociación de Víctimas de Putis al Lugar de la Memoria, la Tolerancia y la Inclusión Social. Lima, Perú.

Si bien al día de hoy se tiene una cifra oficial de 20,329 personas desaparecidas como consecuencia de la violencia armada, la mayor parte de recuentos históricos sobre el conflicto armado y las víctimas mortales se ha hecho tomando en cuenta casos y reportes habidos hasta el año 2003, cuando se calculaba un número menor de personas desaparecidas. Mientras que el informe de COMISEDH abarca el periodo 1982-1996 y toma como referencia la cifra de 4,315 personas desaparecidas, la sección sobre desaparición de la CVR toma como referencia reportes de 4,414 casos de desaparición forzada de personas atribuidas principalmente a agentes del Estado. De acuerdo con el análisis que la CVR hizo de dichos reportes, se calculó que más del 55 % de dichos casos ocurrieron en Ayacucho, siendo los años con la mayor cantidad de casos reportados los de 1983-1984 (40 % del total de casos reportados) y 1989-1990 (23 % de los casos), constituyendo así los picos de la desaparición forzada en el país.
Respecto del primer pico, este representaría el efecto del ingreso de las Fuerzas Armadas a la lucha contrasubversiva el 29 de diciembre de 1982, cuando reemplazaron a las Fuerzas Policiales en el control del orden interno en las provincias del departamento de Ayacucho declaradas en emergencia. Según la información recopilada por la CVR, la cantidad de casos reportados para 1983 es treinta veces superior (3000 %) que para 1982. El 21 de enero de 1983, se reforzó la presencia militar en ese departamento cuando la Marina de Guerra fue destacada para el control de las provincias de Huanta y La Mar. Ante la envergadura que adquirieron los casos de desaparición forzada de personas, se creó el Comité de Familiares de Desaparecidos en septiembre de 1983. En 1985, dicha organización asumió la denominación de Asociación Nacional de Familiares de Secuestrados, Detenidos y Desaparecidos del Perú (ANFASEP) en Ayacucho.
En 1984, los casos de desaparición forzada reportados a la CVR se incrementan nuevamente en un 30 % respecto del año anterior. Ayacucho seguía siendo el principal escenario donde se practicaba este tipo de crimen: cerca del 85 % de los casos reportados a la CVR para 1983-1984 ocurrieron en esa localidad. La evolución de los reportes para 1984 revela, además, que fue en los meses de julio y agosto en los que se habría perpetrado el mayor número de casos de todo el conflicto armado interno.
Con base en esta información, se puede concluir que entre 1983 y 1984, con la intervención del Ejército y la Marina de Guerra del Perú, la práctica de la desaparición forzada se incrementó intensivamente en los tres departamentos declarados en estado de emergencia: Ayacucho, Huancavelica y Apurímac. Luego de un importante descenso entre los años 1985 y 1987, los casos de desaparición forzada por agentes del Estado reportados a la CVR volvieron a incrementarse en 1988, y alcanzaron un nuevo pico en los años 1989-1990 (23 % del total de casos reportados a la CVR). A diferencia del primer período de mayor intensidad, y siguiendo el proceso nacional del conflicto armado interno, en este segundo momento la práctica de la desaparición forzada se extendió a varias otras regiones. Los departamentos de Huánuco, Junín, San Martín, Ucayali y Huancavelica se convirtieron en escenarios importantes donde se practicó la desaparición forzada. La cantidad de casos reportados a la CVR se mantuvo relativamente alta hasta 1992 y desciende significativamente a partir del 1993. Si bien entre los años 1989 y 1992 no se llegó a los niveles alcanzados entre 1983-1984, el recurso a la desaparición forzada como método de eliminación de miembros (o sospechosos) de pertenecer a organizaciones subversivas fue mucho más sistemático.
En el año 1984, el de mayor intensidad en términos de víctimas fatales del todo el conflicto armado interno, la desaparición forzada de personas fue utilizada como método de eliminación de las víctimas en cerca de la mitad de los casos reportados a la CVR. La otra mitad era ejecutada directamente en los lugares donde fueron aprehendidos por las fuerzas contrasubversivas del Estado. Una mirada desde un marco temporal más amplio arroja que, entre 1988 y 1993, la proporción de víctimas fatales de desaparición se mantuvo alrededor del 65-75 % de los casos. Ello coincide con la aplicación del nuevo manual contrasubversivo de las Fuerzas Armadas, que otorgaba un mayor énfasis a la necesidad de recopilar información de inteligencia sobre los grupos subversivos antes de eliminar a sus miembros o presuntos miembros; este patrón estadístico llevó a la CVR a concluir que la práctica de la desaparición forzada fue un mecanismo de lucha contrasubversiva empleado en forma sistemática por los agentes del Estado entre 1988 y 1993.
Luego de la captura de Abimael Guzmán, líder de Sendero Luminoso, ocurre una importante disminución del número de casos reportados de desaparición forzada de personas por agentes del Estado. En contrapeso al descenso de los casos de desapariciones, se observa que en 1993 se incrementa el número de detenciones por subversión. En junio de 1995, el Congreso aprobó una ley de amnistía general que anuló las sentencias condenatorias y procesos por delitos cometidos durante el trabajo antisubversivo. Esta amnistía daba impunidad y libertad, además del derecho a continuar con su carrera militar, a agentes del Estado que habían violado derechos humanos. En el año 2001, la sentencia de la Corte Interamericana de Derechos Humanos, Caso Barrios Altos vs. Perú, falla en contra del Estado peruano y le exige derogar la ley en cuestión, permitiendo así un mejor trabajo en las posteriores judicializaciones de casos de violación a derechos humanos.

### Desaparición por responsabilidad de los grupos subversivos
No solo los agentes del Estado son responsables de las desapariciones del conflicto armado interno. La misma CVR lo reconoce así cuando afirma que la desaparición forzada puede ser «cometida por agentes del Estado o por quienes actúen con su autorización, apoyo o tolerancia, así como por particulares o miembros de organizaciones subversivas». El Ejército, por ejemplo, sostiene que por algunos años no se contó con un protocolo para recoger aquellos cuerpos de terroristas caídos en combate que no fueron recuperados por sus compañeros de armas, y que incluso cuando se implementó este protocolo, la naturaleza de varias misiones contrasubversivas hacía imposible recoger dichos cuerpos.
Por otro lado, si bien se han investigado algunos casos puntuales de familias en conflicto que aprovechan el contexto de violencia para levantar falsas acusaciones contra sus rivales e inducir a Sendero Luminoso a que los castiguen o desaparezcan, es aún muy poco lo que se sabe sobre desapariciones atribuidas a agentes subversivos o particulares.

## Los desaparecidos y el periodo postconflicto
Luego del terminado el conflicto armado e iniciado el periodo de transición democrática del año 2000, se ha ido creando un consenso alrededor de la necesidad de atender las deudas que el Estado Peruano tiene para con el país en relación con los daños, abusos y crímenes que se sucedieron durante el período de conflicto armado interno. Entre las varios temas presentes en este marco de preocupaciones se encuentra la búsqueda de personas desaparecidas. Esto supone una serie de retos que han venido siendo abordados por distintas iniciativas, tanto desde el Estado como desde la sociedad civil.

### Creación del Equipo Forense Especializado

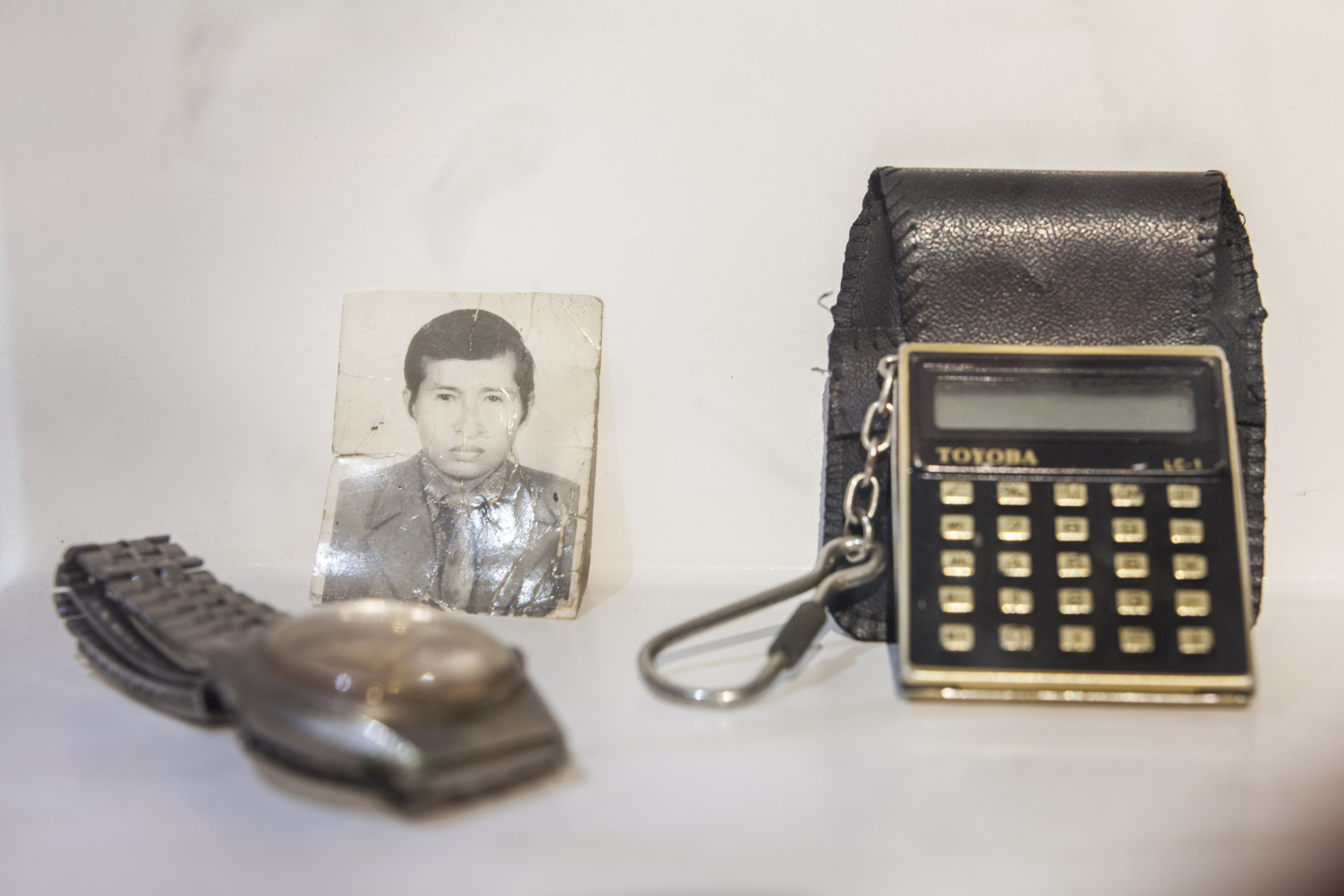
Pertenencias encontradas en una fosa común.

El 13 de agosto de 2003, se creó el Equipo Forense Especializado (EFE) del Ministerio Público, con el objetivo de realizar la búsqueda, registro, ubicación, recuperación, análisis e identificación de personas desaparecidas dentro de investigaciones forenses que ordenara la entonces Fiscalía Especializada para Desapariciones Forzosas y Ejecuciones Extrajudiciales. A la fecha este equipo tiene dos sedes; uno en el Departamento de Ayacucho (con más de 20 peritos) y otro en Lima (con 3 profesionales) los que atienden solicitudes de una decena de fiscalías especializas en caso de violaciones a los derechos humanos en todo el país, entre otras fiscalías penales con casos de desapariciones, feminicidios y trata de personas. Actualmente el EFE es el único equipo forense que atiende estas solicitudes desde el año 2012 dentro de los protocolos forenses internacionales para este tipo de casos, sumando su experiencia nacional y regional, convirtiéndolo en el equipo con más de 15 años de experiencia en el país, demostrando rigurosidad y seriedad permanente en su trabajo. En la muestra permanente del Lugar de la Memoria, la Tolerancia e Inclusión Social se consigna información entregada por el EFE, según el cual hasta abril de 2015 se habían recuperado 3174 cuerpos, de los cuales 1826 se habían identificado, habiéndose entregado 1642 a los familiares para su respectivo entierro.
Del trabajo realizado por el EFE, destacan casos como los atendidos en la Selva Central (Pangoa, Río Blanco, Canayre, etc),en la Costa (El Santa, La cantuta, Lurigancho, etc) y en la Sierra (Accomarca, Soras, Putaccasa, Chungui, Pucayacu, Putis, etc). Resalta la investigación forense del caso "Cabitos" por su magnitud, dentro de Cuartel Ejército Peruano Domingo Ayarza. Ubicado en Ayacucho, esta base militar se hizo célebre por las violaciones a los derechos humanos que allí ocurrieron entre los años 1983 y 1984. En su investigación sobre este caso, el EFE halló 58 fosas clandestinas, 50 de las cuales fueron usadas para el depósito de cadáveres. Según la evidencia encontrada «al menos 109 personas fueron muertas en el contexto de Cabitos y 27 de ellas fueron severamente golpeadas antes de morir. La mayor frecuencia poblacional se concentra en personas de sexo masculino, y la peculiaridad en la distribución demográfica denota un 17% de individuos de 11 a 20 años de edad, un 19% entre 21 y 30 años y un 14% de 31 a 40 años de edad. Los adultos mayores se encuentran por debajo del 4% del total de la muestra examinada. Un solo individuo infante, entre 2 a 3 años, fue hallado en este estudio. En líneas generales, debemos señalar que el 90% de la muestra se relaciona a individuos adultos jóvenes.»

### Ley 28413
En el año 2004 se emitió la Ley 28413, «Ley que regula la ausencia por desaparición forzada durante el periodo 1980-2000», la misma que creó el Registro Especial de Ausencia por Desaparición Forzada, encargándoselo a la Defensoría del Pueblo. Esta ley tenía por objeto verificar la efectiva desaparición de las personas presuntamente desaparecidas y regularizar su situación jurídica declarándolas "ausentes por desaparición forzada". Hasta el 30 de junio de 2013, la Defensoría del Pueblo recibió a nivel nacional, 2,964 solicitudes de declaración de ausencia por desaparición forzada, habiéndose entregado 1,890 constancias y denegado 672 solicitudes por no encontrarse los casos dentro de los alcances de la referida ley. Ese año, esta misma institución señaló que «las cifras expuesta revelan que, lamentablemente, la Ley N° 28413, en ocho años de vigencia, no ha cumplido con su objetivo de regularizar la situación jurídica de un grupo considerable de personas desaparecidas».

### Plan Integral de Reparaciones
Los contextos de transición, además de levantar la pregunta por los mecanismos para que líderes políticos y actores armados rindan cuenta por sus actos pasados, y de abrir el espacio para una demanda por el esclarecimiento de la verdad sobre ese pasado, conllevan un reto adicional, también de gran envergadura: ¿qué hacer con las víctimas? Los programas de reparación son una de las respuestas principales que los Estados nacionales dan a esta pregunta, es decir, iniciativas de política estatal que buscan compensar mediante determinados beneficios a las víctimas de ciertos tipos de crímenes. La comunidad de derechos humanos en el Perú hizo de las reparaciones una de sus principales demandas, logrando que en diciembre del 2005 se promulgase la Ley 28592, que creó al Plan Integral de Reparaciones y al Consejo de Reparaciones, institución encargada de elaborar el Registro Único de Víctimas (RUV), es decir, un listado de afectados por el conflicto a nivel nacional, para que de esa manera se convirtieran en beneficiarios de las reparaciones.
Uno de los tipos de víctima contemplados en el RUV es la persona «víctima de desaparición forzada», definida como aquella persona cuyo paradero es desconocido luego de haber sido detenido por algún agente estatal o miembro de organización subversiva. Sin embargo, el Consejo de Reparaciones no considera en su registro a los desaparecidos que en su momento colaboraron, de forma comprobada o presunta, en acciones armadas contra el Estado. A los familiares de las personas que califican como víctimas de desaparición presentes en el RUV les corresponde el acceso a casi todos los programas de reparación establecidos por el Estado; estos son siete: restitución de derechos ciudadanos, reparación en educación, reparaciones en salud, reparaciones colectivas, reparaciones simbólicas, promoción y facilitación al acceso habitacional, y reparaciones económicas individuales. Este último corresponde solo a tres tipos de víctimas: familiares de las víctimas fallecidas o desaparecidas; personas que como resultado de atentados, agresiones o torturas, tienen una discapacidad física o mental permanente, parcial o total; y víctimas de violación sexual. La reparación económica es de diez mil soles, que para el caso de la desaparición o fallecimiento se divide de la siguiente manera: 50 % para la cónyuge, 50 % para los hijos. De acuerdo con un informe del Consejo de Reparaciones publicado en el 2013, en el RUV estaban registradas 7,399 víctimas de desaparición forzada, reclamados por 16,113 familiares.

### Visita del Grupo de Trabajo sobre Desapariciones Forzadas e Involuntarias
El Grupo de Trabajo de las Naciones Unidas sobre las Desapariciones Forzadas e Involuntarias visitó al Perú el 1 de junio del 2015 con el objetivo de «examinar las principales iniciativas y políticas emprendidas por el Estado peruano sobre cuestiones relativas a las desapariciones forzadas o involuntarias de personas –tanto las que tuvieron lugar durante la violencia entre 1980 y 2000 como las actuales- y analizar en particular los aspectos concernientes a la justicia, la verdad, la reparación y la memoria para las víctimas de las desapariciones forzadas». El 10 de junio, el Grupo brindó una conferencia de prensa en la que dio a conocer las conclusiones preliminares de su visita. En su sexta conclusión, señaló que «a pesar de los progresos alcanzados en la lucha contra la pobreza, las profundas disparidades socio-económicas, que fueron la causa y la consecuencia de la violencia política, permanecen vigentes hoy en día, dificultando el éxito de muchas de las medidas adoptadas. Asimismo hay otros desafíos puntuales, tales como la falta de una cifra exacta de personas desaparecidas, los pocos procesos judiciales concluidos, la imposición de sanciones leves a los victimarios, la lentitud en los avances de los procesos judiciales, la carencia de un plan nacional de búsqueda de personas desaparecidas y un mapa nacional de fosas, las limitadas exhumaciones e identificaciones de personas desaparecidas, la ausencia de un banco de datos genéticos, la poca atención psicosocial integral que reciben las víctimas, la ausencia de una política pública en asuntos de memoria, entre otros. La adopción de una ley general de búsqueda de personas, así como la asignación de un presupuesto adecuado para su implementación y funcionamiento, podría contribuir a superar muchos de estos desafíos»

### Campaña #Reúne
En el año 2015 surge la campaña #Reúne, iniciativa promovida por el Comité Internacional de la Cruz Roja y las organizaciones de familiares de desaparecidos para crear una corriente de opinión ciudadana que apoyase las demandas para la dación de una ley de búsqueda de personas desaparecidas, que años antes venía siendo propuesta al Congreso de la República. La campaña usó diversas estrategias de incidencia y presencia en el espacio público: participación de personajes públicos (personajes de televisión, deportistas, artistas, etc.), declaraciones de parlamentarios peruanos, entre otras actividades. Este esfuerzo vio su principal fruto a mediados del 2016, cuando la referida ley fue promulgada por mayoría parlamentaria. Solo hubo una abstención.

### Ley de Búsqueda de Personas Desaparecidas Durante el Periodo de Violencia 1980-2000
El 22 de junio del año 2016 se promulgó la Ley 30470, Ley de Búsqueda de Personas Desaparecidas Durante el Periodo de Violencia 1980-2000, que de acuerdo con el texto legal tiene la finalidad de «priorizar el enfoque humanitario durante la búsqueda de las personas desaparecidas en el período de violencia 1980-2000, articulando y disponiendo las medidas relativas a la búsqueda, recuperación, análisis, identificación y restitución de los restos humanos». Al declarar la priorización de un enfoque humanitario, la referida ley pretende paliar el sufrimiento que ocasiona a los deudos el desconocimiento sobre las circunstancias en que su ser amado desapareció, orientándose principalmente a la recuperación, identificación, restitución y entierro digno de los cuerpos, independientemente de las medidas que puedan o no tomarse para iniciar investigaciones penales sobre cada caso. Asimismo, hace al Ministerio de Justicia y Derechos Humanos la autoridad competente en la materia y la asigna la responsabilidad de diseñar un Plan Nacional de Búsqueda de Personas Desaparecidas y de crear un Registro Nacional de Personas Desaparecidas y de Sitios de Entierro, así como una propuesta de ley para la creación de un banco genético para almacenar los perfiles genéticos de personas desaparecidas y sus familiares.

## Dirección General de Búsqueda de Personas Desaparecidas
El 22 de junio del año 2017 se anunció la publicación de la norma Decreto Supremo 013-2017-JUS, que aprueba el nuevo Reglamento de Organización y Funciones del Ministerio de Justicia y Derechos Humanos, en donde destaca la creación de la Dirección General de Búsqueda de Personas Desaparecidas (DGBPD), entidad competente para aprobar, implementar y hacer seguimiento del Plan Nacional de Búsqueda de Personas Desaparecidas. De esta manera, la búsqueda de personas desaparecidas pasa a apoyarse en un órgano de línea dentro del Estado Peruano, siendo este el paso más importante para empezar a implementar la Ley 30470.

### Plan Nacional de Búsqueda de Personas Desaparecidas[21]
La DGBPD cuenta con un Plan Nacional cuyo objetivo general es responder y atender las necesidades de los familiares de las personas desaparecidas en el marco de la Ley 30470.  Asimismo, el documento plantea tres objetivos específicos:
- Conocer lo que ocurrió con las personas desaparecidas, agotando todos los esfuerzos de búsqueda. De ser el caso, recuperar, identificar y restituir los restos humanos encontrados a sus familiares.
- Atender el impacto psicosocial producido tanto por la desaparición como por el proceso de búsqueda.
- Promover que la participación de los familiares en los procesos de búsqueda se dé a partir de decisiones tomadas por ellos mismos, sobre la base de información entregada de manera clara, oportuna y suficiente.

A su vez, el Plan Nacional plantea tres etapas en el proceso de búsqueda de personas desaparecidas.
1) Primera etapa: investigación humanitaria.
Corresponde a la investigación documental, de campo o de otra índole para generar información relevante respecto de las circunstancias y contexto en que se da la desaparición de las personas, para conocer el destino final de las víctimas y los sitios de entierro en que se encuentran sus restos mortales. Los informes de investigación humanitaria deben contener la siguiente información: a) nombre aproximado y número de las presuntas víctimas, así como las características de cada una; b) nombres de los familiares; c) ubicación y descripción de las características del presunto sitio de entierro; d) información sobre el contexto del caso y circunstancias de la inhumación; e) información sobre situación actual de las personas y comunidades desde perspectiva psicosocial; f) información logística para la planificación de la recuperación de los restos; g) estimación de las acciones, recursos humanos y materiales para realiza la recuperación, análisis y valoración de la evidencia material, considerando acompañamiento psicosocial y participación de familiares.
2) Segunda etapa: intervención conjunta.
Recuperación, análisis y valoración de las evidencias generadas que permitan la identificación de la persona y su restitución a sus familiares, determinando la causa de la muerta y, de ser posible, generando información que pueda usarse como medio probatorio. Este proceso debe contar con presencia de fiscales para garantizar su legalidad y la cadena de custodio de la evidencia. Los informes de esta etapa analizarán de forma integral toda la información recopilada en las etapas del proceso de búsqueda, y en la medida de lo posible, determinará la identificación de restos humanos.
3) Tercera etapa: cierre del proceso de búsqueda.
Ofrece un Reporte Final con los resultados del proceso de búsqueda. Esta etapa supone también lo siguiente:
a) Alberga la posibilidad de que la persona desaparecida sea encontrada con vida, en donde se respetará la decisión de la persona encontrada respecto de restablecer o no el contacto con sus familiares.
b) Restitución, en caso se encuentren los restos. Cuando se identifica a la persona, la restitución puede ser individual o colectiva. Cuando no se identifica, se establece a qué grupo social pertenecía y la restitución es colectiva. Cuando no se identifica ni se establece su pertenencia, se realiza una inhumación de los restos de forma digna en un nicho con código.
c) No se contempla el apoyo material y logístico una vez que los restos son identificados y entregados, a fin de que sean trasladados a sus zonas de origen y sepultados conforme a sus costumbres, pues esto corresponde a la labor de la Comisión Multisectorial de Alto Nivel encargada del seguimiento de las acciones y políticas del Estado en los ámbitos de la Paz, la Reparación Colectiva y la Reconciliación Nacional(CMAN). Con esta institución se coordinarán también ceremonias simbólicas en caso se acuerden con los familiares.

### Registro Nacional de Personas Desaparecidas y Sitios de Entierro (RENADE)
El 23 de abril del año 2018, la DGBPD presentó el listado base del RENADE, primer documento oficial en centralizar los datos de 20,329 personas, entre desaparecidas y víctimas del periodo 1980-2000. El listado incluye tres categorías principales de registros: 13,764 personas cuyo paradero se desconoce o es incierto; 5,700 personas con paradero conocido pero sin certeza legal de su muerte; y 865 personas que estuvieron desaparecidas pero que ya han sido halladas, y cuyos restos han sido restituidos a los familiares.
Se trata de un listado no definitivo, que continuará creciendo con la incorporación de nuevas fuentes e información proporcionada en investigación de campo y entrevistas con familiares que buscan a sus seres queridos.

## Casos emblemáticos

### Fortunato Yangali
Vivió su niñez en Huanta, Ayacucho y luego fue a trabajar a Churcampa, Huancavelica, como profesor de historia y en la Oficina del Consejo del Distrito. Allí fue líder de la comunidad: promovió ferias agropecuarias, así como faenas para construir canales de riego y escuelas. El 21 de noviembre de 1983, el comandante de la comisaría de Churcampa lo invitó a una reunión en la plaza, pero se trataba en realidad, de una detención. Miembros de la Guardia Civil lo subieron a una camioneta, en la que estaban también Efraín y Rómulo Yangali de los Ríos, y a la que se sumaría Hugo Bustamante. Se dijo que los habían trasladado al cuartel “Los Cabitos” (Ayacucho), pero desde entonces se desconoce el paradero de los cuatro detenidos.

### Rigoberto Tenorio Roca
El 7 de julio de 1984, fue detenido en el ómnibus en el que se trasladaba de Huanta a Ayacucho en compañía de su esposa. La acción fue realizada por treinta infantes de la Marina de Guerra e integrantes de la Policía de Investigación del Perú (PIP) que se desplazaban en dos tanquetas y un Jeep. No se le volvió a ver. Al momento de su detención, Rigoberto Tenorio se desempeñaba como profesor de instrucción pre-militar en el Colegio “Gonzáles Vigil” y tenía 40 años de edad. El 22 de junio del 2016, la Corte Interamericana de Derechos Humanos falló en contra del Estado Peruano por la desaparición forzada de Rigoberto Tenorio y la ausencia de una investigación adecuado sobre este caso.

### Jaime Ayala
El 2 de agosto de 1984, el periodista Jaime Ayala, que por entonces tenía 22 años de edad, ingresó a las instalaciones de la Base de la Marina acantonada en el Estadio de Huanta, lugar del cual no salió. Allí fue víctima de tratos crueles y ejecución arbitraria. Su restos fueron diseminados por el Estadio en Huanta.

### Putis
El 13 de diciembre de 1984, en la Comunidad Campesina de Putis, 123 personas, entre hombres mujeres y niños, fueron asesinados por agentes del Estado y enterrados en una fosa común. Previamente, los militares ordenaron cavar un foso a los hombres de la comunidad diciéndoles que se construiría allí una piscigranja; luego reunieron a toda la población a su alrededor, ejecutaron a cada uno de ellos con armas de fuego y los enterraron en el hoyo excavado. De las 123 víctimas, 96 eran adultos y 23 eran niños y niñas. Muchos con contaban con libreta de identidad y la mayoría eran campesinos monolingües. Muchos de ellos tenían uno o dos apellidos quechuas. Los más recurrentes son: Condoray, 30 adultos y 14 niños; Quispe, 36 adultos y 6 niños; Curo, 11 adultos y 5 niños; Ccente, 13 adultos y dos niños; Huayllasco, 8 adultos y 3 niños; Limancca, 5 adultos y 4 niños; otros apellidos quechuas, 16 adultos y 2 niños. Esta masacre significó el práctico aniquilamiento de la familia Condoray Quispe: 16 adultos y 3 niños tenían esos apellidos.
En noviembre de 2001 el presidente de la Comisión de Derechos Humanos del Congreso, Heriberto Benítez Rivas, exigió a la fiscal de la nación, Nelly Calderón Navarro, que investigue de oficio la existencia de una fosa común con los restos de un centenar de comuneros de Putis, a raíz de un reportaje del periodista Edmundo Cruz publicado en el diario La República en el que se denunciaba el hecho. En el año 2008, se dio el proceso de exhumaciòn y reconocimiento de los restos a cargo del Equipo Peruano de Antropología Forense (EPAF). En el 2009 se dispuso la respectiva inhumación de los restos en un camposanto especialmente construido para ellos en 2009 en la comunidad vecina de Rodeo. No obstante todo esto, aún hay aspectos pendientes por resolver en este caso, destacando el hecho de que no todos saben dónde están enterrados sus familiares: de las 123 víctimas solo se han encontrado y reconocido restos de 92 cuerpos.

### Ernesto Castillo Páez
El 21 de octubre de 1990, día en que su hermana Mónica cumplía años, Ernesto visitó el distrito de Villa El Salvador como parte de un trabajo para uno de los cursos que en ese momento llevaba como alumno de la Pontificia Universidad Católica del Perú. Miembros de la Policía Nacional del Perú lo detuvieron ante la mirada de varios vecinos, que pudieron ver a un joven siendo introducido en la maletera de un patrullero blanco. Fue la última vez que se le vio. La familia de Ernesto logró llevar el caso a la Corte Interamericana de Derechos Humanos en 1997. Esta determinó que el Estado Peruano estaba en la obligación de investigar este crimen y sancionar a los responsables. Recién en el año 2006 –luego de dieciséis años litigando ante el Estado Peruano- pudo obtenerse un poco de justicia: la Sala Penal Nacional sentenció a cuatro policías a condenas de entre 15 y 16 años de prisión por este caso. Esta fue, además, la primera condena contra agentes del Estado por violaciones a los derechos humanos desde el fin del fujimorato. En los años 2012 y 2013, tres de los condenados abandonaron prisión bajo libertad condicional. El último de ellos, Juan Carlos Mejía León, fue puesto en semilibertad en noviembre de 2015, en una decisión ampliamente criticado por grupos de defensa de derechos humanos.

### Desaparecidos de El Santa
Carlos Alberto Barrientos Velásquez, Roberto Barrientos Velásquez, Denis Atilio Castillo Chávez, Federico Coquis Velásquez, Gilmer Ramiro León Velásquez, Pedro Pablo López Gonzáles, Jesús Manfredo Noriega Ríos, Carlos Martín Tarazona More y Jorge Luis Tarazona More, fueron víctimas de múltiples violaciones a sus derechos fundamentales, entre ellos la afectación de sus derechos a la libertad y a la vida, cometidos por el destacamento Colina en el distrito del Santa (Chimbote), el 2 de mayo de 1992.
Los miembros del Grupo Colina habrían preparado esta intervención, por disposición del comandante general del Ejército Nicolás de Bari Hermoza Ríos, a pedido del empresario Jorge Fung Pineda, siendo intermediario de tal hecho Juan Hermoza Ríos. El móvil de delito habría sido una venganza personal contra los Hermanos Barrientos Velásquez y Noriega Ríos, dirigentes gremiales a quienes se les atribuía haber promovido la marcha de los campesinos sin tierra y luego se les sindicó como presuntos autores de un incendio producido en la fábrica de la Cía San Dionisio.
En agosto del 2011, en un arenal de la provincia de Virú (La Libertad) se exhumaron los cuerpos correspondiente a los nueve campesinos asesinados.

### Pedro Yauri
Pedro Herminio Yauri Bustamante, periodista, natural de Huacho (capital de la provincia de Huaura), tenía 33 años de edad, estaba casado con Liliana Coca Castro y tenía tres hijas. Había egresado de la Facultad de Sociología de la Universidad Nacional José Faustino Sánchez Carrión de Huacho y era director y conductor del programa radial “Punto Final” en Radio Universal de dicha ciudad. Era una radio de oposición, en donde la gente llamaba para denunciar casos de corrupción y abusos de funcionarios de Huaura.
Días antes de su desaparición, había conseguido ejercer presión pública para la liberación de la familia Ventocilla (Rafael Ventocilla Rojas y sus hijos, Alejandro, Agripino y Simón Ventocilla Castillo), que había sido detenida y torturada en la base militar de Atahuampa (Huaura) bajo el cargo de terrorismo, el 25 de mayo de 1992. Varios miembros de la familia Ventocilla fueron secuestrados el 24 de junio de 1992, día de la desaparición de Pedro Yauri. Estas personas fueron encontradas muertas al día siguiente, con huellas de tortura y baleados.
El 24 de junio, en horas de la madrugada, Yauri fue sacado de su vivienda ubicada en la Av. Sáenz Peña N.º 279, Huacho, por un grupo de seis hombres fuertemente armados y vestidos de comando, quienes luego de maniatarlo, golpearlo y apoderarse de sus objetos personales, lo llevaron con rumbo desconocido. Yauri se encontraba ese día con su padre, que fue también golpeado antes de que se llevaran a su hijo. Desde entonces no se conoce el paradero de la víctima.
El 1 de octubre del 2010, la Primera Sala Penal Especial de la Corte Superior de Justicia de Lima, emitió una sentencia contra Montesinos y el Grupo Colina, por los casos Barrios Altos, Pedro Yauri y Desaparecidos de El Santa. Los condenados en esta sentencia son Vladimiro Montesinos, Nicolás de Bari Hermoza Ríos y 16 miembros del Grupo Colina. En agosto del 2013 la sentencia fue ratificada por la Sala Penal Permanente de la Corte Suprema.

### Caso La Cantuta
El 16 de julio de 1992, Sendero Luminoso puso un cochebomba en la calle Tarata del distrito de Miraflores, dejando como saldo 25 personas muertas, 155 heridos, además de destruir negocios, casas y carros. Horas después, entre los días 17 y la madrugada del 18 de julio de 1992, miembros del Grupo Colina irrumpieron en las viviendas de la Universidad Nacional de Educación Enrique Guzmán y Valle – La Cantuta y secuestraron a nueve estudiantes y un docente. Más tarde se descubrió que las víctimas de este crimen fueron ejecutadas y enterradas en dos fosas ubicadas en Cieneguilla y el kilómetro 1.5 de la autopista Ramiro Prialé respectivamente. La poca distancia temporal entre uno y otro crimen responde al vínculo indesligable de ambos eventos: la acción en La Cantuta surgió como una respuesta que desde el Estado se envió a Sendero Luminoso, pues la información de inteligencia indicaba que era aquí en donde se refugiaban los responsables del atentado en Tarata. Asimismo, el 7 de abril de 2009, Alberto Fujimori fue condenado a veinticinco años de pena privativa de la libertad como "autor mediato de la comisión de los delitos de homicidio calificado, asesinato bajo la circunstancia agravante de alevosía en agravio de los estudiantes de La Cantuta y el caso Barrios Altos"; durante este juicio, la Sala Penal Especial de la Corte Suprema de Justicia determinó que ninguno de los estudiantes, ni el profesor del caso La Cantuta, tenían vínculos con algún grupo subversivo.

### Martín Roca Casas

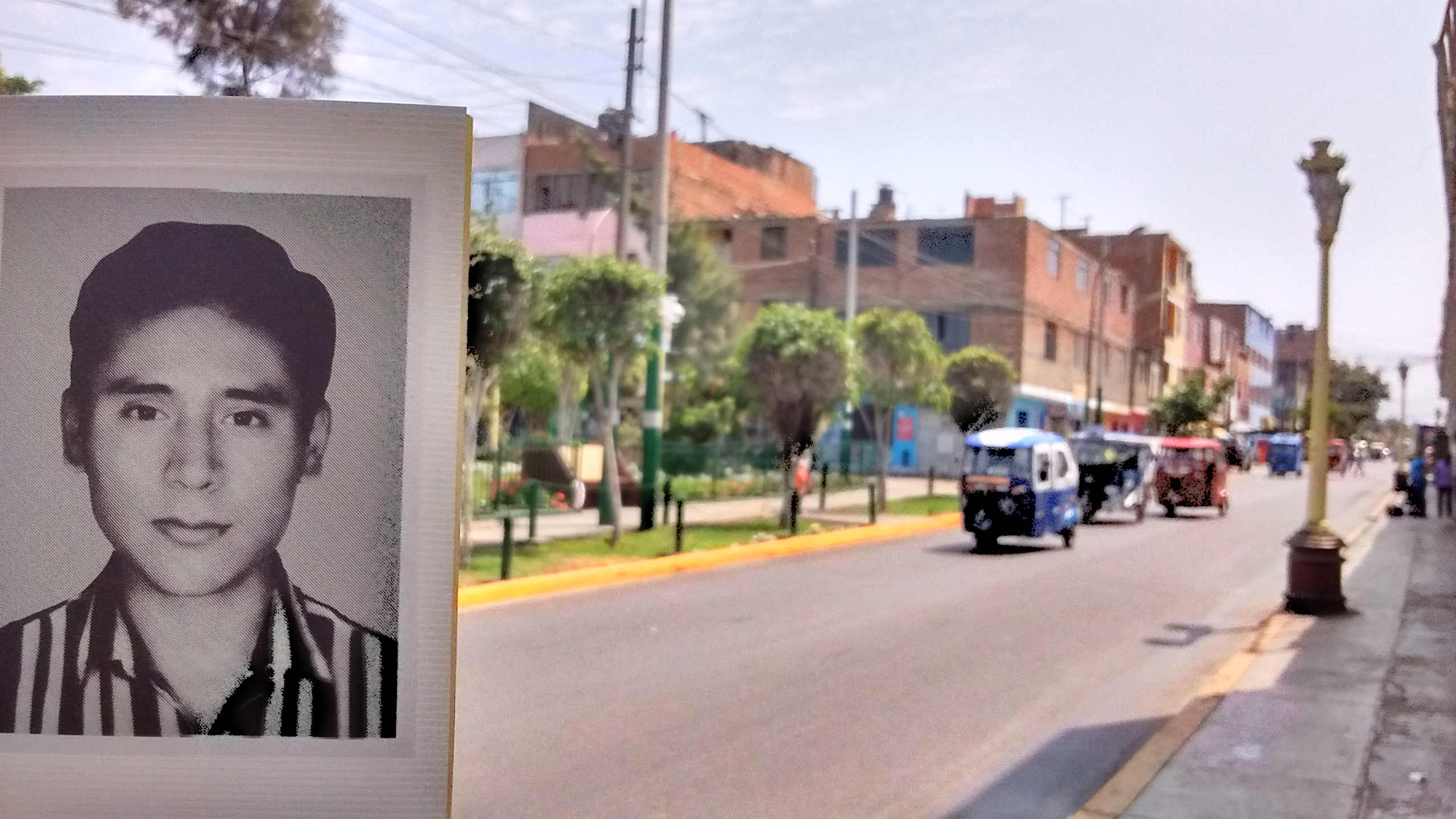
Foto de Martín Roca Casas.

Estudiaba economía en la Universidad Nacional del Callao y era dirigente del Centro Federado. La última actividad que organizó con sus compañeros fue contra el alza del medio pasaje. Tenía 27 años cuando, el 5 de octubre de 1993 a las 10.30 p. m., agentes del Servicio de Inteligencia del Ejército lo detuvieron al regresar de clases. Dos estudiantes que ayudaron a buscarlo también desaparecieron. Incidentes previos hacían sospechar a Martín que corría peligro, por lo que solicitó a la Prefectura del Callao, en vano, garantías para su vida. Su cuerpo fue presuntamente incinerado por sus captores. Su nombre, junto con los de Kenneth Anzualdo y Justiniano Najarro Rúa figuran como víctimas en el "caso Estudiantes", sobre el cual se emitió sentencia en septiembre del 2016. Esta dicta una condena a 22 años de cárcel a Vladimiro Montesinos y al excomandante general del Ejército, Nicolás Hermoza Ríos, por el delito de desaparición forzada de las personas mencionadas en 1993. El fallo también condena a 15 años de prisión al exjefe de la Dirección de Inteligencia del Ejército, Jorge Nadal Paiva. De acuerdo con la sentencia, las víctimas fueron detenidas y conducidas a los calabozos del Servicio de Inteligencia del Ejército, ubicado en el Cuartel General del Ejército, donde fueron torturados y cremados en los hornos que allí existían.

## Impacto cultural
Diversas obras y proyectos de orden artístico y cultural han problematizado la época del terrorismo en el Perú desde diversas perspectivas. En relación con el tema de desaparecidos, pueden señalarse las siguientes obras y creaciones:

### Museos y sitios de memoria

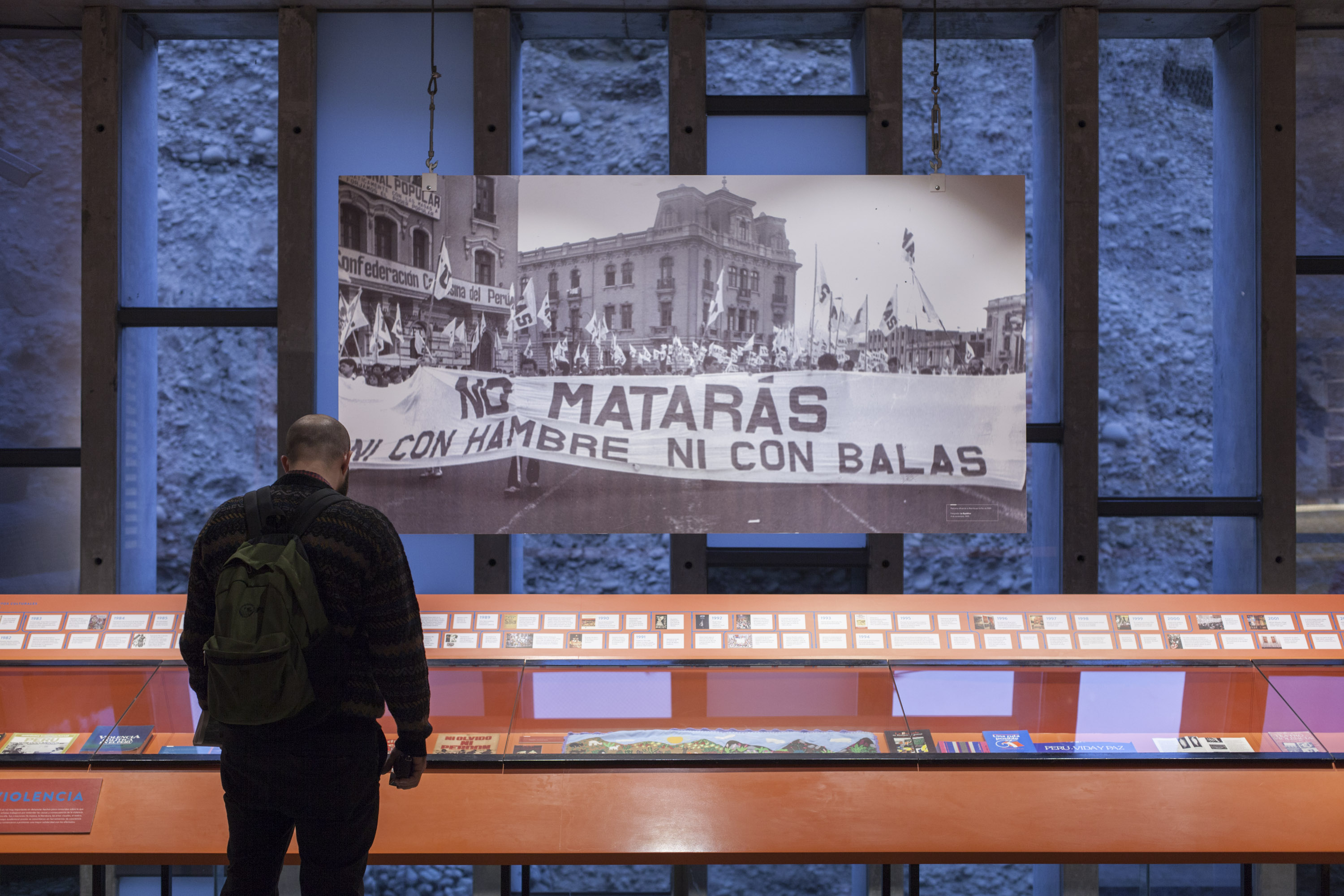
Sitio del Lugar de la Memoria.

- Yuyanapaq. Para recordar. Exposición fotográfica sobre el conflicto armado interno, nacido del trabajo de la CVR y curado por Mayu Mohana y Nancy Chappell. Actualmente se alberga en el sexto piso del Ministerio de Cultura. Las desapariciones carecen de un tratamiento específico en esta muestra, pero aparecen mencionadas y graficadas en varios momentos de la exposición. Asimismo, una foto de las fundadoras de ANFASEP ocupa una pared completa.
- Museo de la Memoria "Para que no se repita". Fue construido entre los años 2004 y 2005 por iniciativa de ANFASEP. Consta de tres ambientes en donde se representan las afectaciones causadas por el conflicto armado, se recrean los espacios de tortura y los procesos de exhumación, y se muestra la historia de luchas y demandas de la organización. El museo tiene un énfasis notorio en el drama de la desaparición de los seres queridos.[35]
- Lugar de la Memoria, la Tolerancia y la Inclusión Social. Inaugurado en diciembre del año 2015, contiene muestra museográfica sobre el conflicto armado interno. El segundo piso de la exposición contiene una sección explícitamente dedicada al tema de las desapariciones durante el conflicto armado.

### Literatura
- Radio Ciudad Perdida. Novela del escritor Daniel Alarcón, publicada originalmente en inglés en el año 2007, cuenta la historia de una mujer que vive en un país (cuyo nombre nunca es mencionado) que ha pasado por una etapa de guerra y que se reconstruye en medio de la melancolía y la opacidad. La protagonista conduce un programa de radio cuyo objetivo es lograr que se reencuentren las personas que se distanciaron a causa de la guerra y que carecen de información sobre sus seres queridos.
- La muerte a diario. Escrito por el antropólogo forense José Pablo Baraybar y publicado en el año 2012, narra y reflexiona sobre sus propias experiencias profesionales trabajando en casos peruanos e internacionales.

### Cine
- El rincón de los inocentes: Película dirigida por el cineasta ayacuchano Palito Ortega Matute. Realizada en el año 2004, presenta la historia de un niño cuyos padres fueron desaparecidos y asesinados por militares acantonados en Ayacucho, así como el significado que, siendo ya adulto, atribuye a este hecho y a las iniciativas oficiales por investigarlos.[36]
- NN: Sin identidad: Película dirigida por el cineasta peruano Héctor Gálvez y lanzada al mercado en el año 2014, trata las experiencias de un equipo forense que investiga y exhuma restos humanos de personas desaparecidas durante el conflicto armado.

- Caminantes de la Memoria: Documental estrenado en el año 2014, dirigido por el antropólogo y artista Heeder Soto, recoge historias personales de familiares de personas desaparecidas y reflexiona sobre los vínculos entre verdad y reconciliación.[37]

- Camino a la Hoyada: Documental estrenado en el año 2014, dirigido por el cineasta Andrés Cotler, recoge una serie de testimonios alrededor de la base militar "Los Cabitos" y la iniciativa actual de convertir el terreno de La Hoyada, adyacente a dicha base, en lugar de memoria.[38]
- Te saludan Los Cabitos: Documental de Luis Cintora que narra los casos de torturas y ejecuciones extrajudiciales en el cuartel militar ayacuchano Cabitos 51.[39]

### Artes visuales

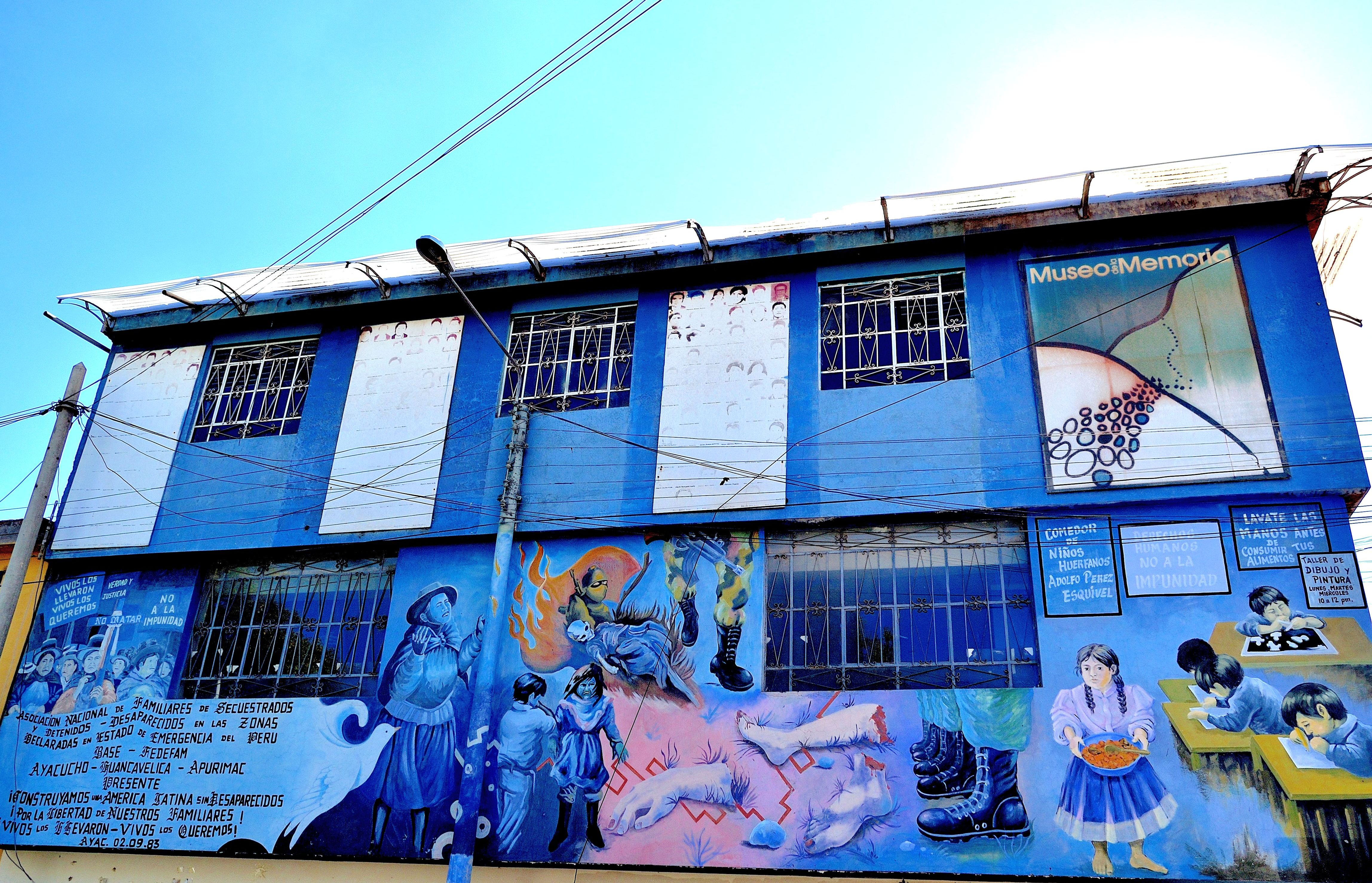
Paredes del ANFASEP decorados con temáticas a las desapariciones forzadas.

- Tránsito a la Memoria. Intervención artística realizada por la artista Karen Bernedo en el año 2004, consistió en imprimir fotos de personas desaparecidas durante el conflicto armado al reverso de los boletos de la empresa de transporte público Translima.

- Proyecto 70000/150000. Obra ideada por la artista Rosario Bertrán, consiste en un manto compuesto de 15 mil piezas de tocuyo crudo sobre los cuales se inscriben nombres de personas desaparecidas. El manto se ha expuesto en distintos espacios públicos.

- La Chalina de la Esperanza. Iniciativa del Colectivo Desvela (Marina García Burgos, Paola Ugaz y Morgana Vargas Llosa), consiste en una gigantesca chalina tejida por familiares de personas fallecidas y desaparecidas durante el conflicto armado. En la actualidad, la chalina forma parte de la exposición del Lugar de la Memoria, la Tolerancia e Inclusión Social.

- Obra de Edilberto Jiménez. Antropólogo y retablista ayacuchano, Jiménez ha creado una serie de retablos que representan diversos episodios trágicos del conflicto armado, entre los que se encuentran fosas comunes y lugares de entierro localizados en la comunidad de Chungui, en donde este ha hecho un trabajo de campo extenso y del cual ha surgido una película (Chungui: Horror sin Lágrimas)[40] y un libro que representa gráficamente la experiencia chunguina durante el conflicto armado (Chungui. Violencia y trazos de memoria).[41]
- Maskaq warmikuna. Mujeres que buscan. Exposición fotográfica de Ángela Ponce Romero, ganadora del Premio Visa de Oro Humanitaria del Comité Internacional de la Cruz Roja 2017. El conjunto fotográfico que conforma esta exposición registra las distintas etapas que comprenden los procesos de exhumación, identificación de restos y entierro de las víctimas de desaparición durante el periodo de violencia 1980-2000, en las localidades de Uchu, Accomarca, Lucanamarca y Cayara en la región de Ayacucho. Las imágenes se desenvuelven entre el dolor de los familiares con una mayoritaria presencia de mujeres, que se transforman en las protagonistas del relato visual.
- Desaparecidos. Entre la búsqueda y la esperanza. Expuesta del 13 de octubre de 2016 al 15 de enero de 2017, en el Lugar de la Memoria, la Tolerancia e Inclusión Social (LUM), y curada por Marina García Burgos, esta muestra fotográfica presentó aspectos del trabajo de búsqueda forense de personas desaparecidas, así como imágenes que destacan las experiencias e historias de sus familiares.